# Otto Hönigschmid
Otto Hönigschmid (13. března 1878, Hořovice – 14. října 1945, Mnichov) byl česko-rakouský chemik.

## Život
Narodil se ve středních Čechách. Střední školu absolvoval v Praze a poté vystudoval chemii na Karlově univerzitě v Praze (1897-1901). Na univerzitě ho vedl Guido Goldschmiedt, jemuž po zisku doktorátu Hönigschmid dělal asistenta. Roku 1904 odjel do Paříže, kde pracoval u chemika Henri Moissana, nositele Nobelovy ceny z roku 1906. Mimo jiné se pod jeho vedením věnoval izolaci thoria. Roku 1906 se vrátil do Prahy, kde na univerzitě habilitoval prací o karbidech a silicidech (1908). V roce 1911 byl jmenován profesorem anorganické a analytické chemie na německé technice v Praze a v roce 1918 na univerzitě v Mnichově. V roce 1932 byl jmenován členem Německé akademie věd - Leopoldina. Roku 1945 spáchal sebevraždu.
Ve své práci se zabýval zejména vývojem nových, přesnějších metod stanovení atomové hmotnosti. To ho přivedlo ke zpřesnění atomové hmotnosti u 47 prvků. Zvláštní význam to mělo u atomu radia. Ovlivnilo to výzkum radioaktivity a jaderného štěpení.